# 腐男子召喚〜異世界で神獣にハメられました〜
『腐男子召喚〜異世界で神獣にハメられました〜』（ふだんししょうかん いせかいでしんじゅうにハメられました）は、藤咲もえによる漫画作品。デジタルBL誌『コミックマージナル』（双葉社）にてvol.28（2019年6月7日配信）より連載中。2024年12月時点で紙と電子を合わせた累計部数は130万部を突破している。

## 登場人物
担当声優は特筆ない限りは、Webアニメ版・ドラマCD版共通の配役。
合津原 琴音（あいづはら ことね）
声 - 石谷春貴
大学生の腐男子。現世で書店に突っ込んできたトラックにはねられて死亡し、異世界へと召喚された。
凪（ナギ）
声 - 佐藤拓也
蛇の神獣。神獣の御子と性交すると龍に進化することができる。
椎名 景虎（しいな かげとら）
声 - 古川慎→新垣樽助
ヤクザ。背中に虎の刺青を入れている。組長をかばって死亡したが、異世界に召喚される。
呉（ウー）
声 - 江口拓也→立花慎之介
白虎の神獣。
桜庭遥（さくらば はるか） / ハル
声 - 興津和幸
男性アイドル。金属パネルの下敷きになって死亡し、異世界へ召喚される。
皓（ハオ）
声 - 村瀬歩
玄武の神獣。目が邪眼であり、魔除けが無いと他人を肉眼で見ることができない。
ジル
声 - 一条和矢
凪の眷属の蛙。
由亜（ゆあ）
声 - 三川華月
凪と琴音の子。

## 書誌情報
- 藤咲もえ『腐男子召喚〜異世界で神獣にハメられました〜』双葉社〈マージナルコミックス〉、既刊11巻（2025年6月10日現在）
  1. 2019年12月10日発売[9]、ISBN 978-4-575-38056-9
  2. 2020年9月10日発売[10]、ISBN 978-4-575-38068-2
  3. 2021年4月10日発売[11]、ISBN 978-4-575-38084-2
    - （ドラマCD付き特装版）同日発売[12]、ISBN 978-4-575-38085-9

  4. 2021年11月10日発売[13]、ISBN 978-4-575-38096-5
    - （アクリルスタンドカレンダー付き特装版）同日発売[14]、ISBN 978-4-575-38101-6

  5. 2022年7月8日発売[15]、ISBN 978-4-575-38113-9
    - （ドラマCD付き特装版）同日発売[16]、ISBN 978-4-575-38115-3

  6. 2022年12月9日発売[17]、ISBN 978-4-575-38126-9
    - （ドラマCD付き特装版）同日発売[18]、ISBN 978-4-575-38127-6

  7. 2023年5月10日発売[19]、ISBN 978-4-575-38136-8
    - （ドラマCD付き特装版）同日発売[20]、ISBN 978-4-575-38137-5

  8. 2023年12月8日発売[21]、ISBN 978-4-575-38153-5
    - （フルボイス小冊子付き特装版）同日発売[22]、ISBN 978-4-575-38154-2

  9. 2024年6月10日発売[23]、ISBN 978-4-575-38173-3
    - （ドラマCD付き特装版）同日発売[24]、ISBN 978-4-575-38174-0

  10. 2024年12月10日発売[25]、ISBN 978-4-575-38192-4
    - （描き下ろし40p小冊子ボイス付き特装版）同日発売[26]、ISBN 978-4-575-38193-1

  11. 2025年6月10日発売[27]、ISBN 978-4-575-38210-5
    - （描き下ろし32p小冊子ボイス付き特装版）同日発売[28]、ISBN 978-4-575-38211-2
- 藤咲もえ ほか[注 5]『腐男子召喚〜異世界で神獣にハメられました〜 Anniversary book』双葉社〈マージナルコミックス〉、2024年12月10日発売[2]、ISBN 978-4-575-38194-8

## Webアニメ
単行本2巻の発売に合わせ、2020年9月10日より4週連続で毎週木曜に『コミックマージナル』公式Twitterにて短編アニメが配信。また、2021年3月5日には下記のドラマCD発売を記念した「ミニアニメ特別編」が配信。
その後も単行本発売に合わせ定期的に新作が制作されており、4巻に合わせ2021年11月3日から3週連続水曜日に「ミニアニメ2nd」が、5巻に合わせ2022年7月8日より3週連続金曜に「ミニアニメ3rd.」が、6巻に合わせ同年12月9日より3週連続金曜に「ミニアニメ4th.」が、7巻に合わせ2023年5月10日から3週連続水曜に「ミニアニメ5th」が、8巻に合わせ同年12月8日から3週連続金曜に「ミニアニメ6th」が、9巻に合わせ2024年6月10日より3週連続月曜に「ミニアニメ7th.冥婚編」がそれぞれ配信。

### スタッフ
- 原作 - 藤咲もえ
- 監督・SDデザイン - よしとも
- 脚本 - 松本勇平（第1作）
- 音響制作 - ビットグルーヴプロモーション
- アニメーション制作 - AQUAARIS

## ドラマCD
2021年6月30日にフロンティアワークスより発売。また、単行本3巻の特装版にも別のCDが附属する。